# Silbertantalat
Silbertantalat ist eine anorganische chemische Verbindung des Silbers aus der Gruppe der Tantalate.

## Gewinnung und Darstellung
Silbertantalat kann durch Reaktion von Silber(I)-oxid mit Tantal(V)-oxid gewonnen werden.

## Eigenschaften
Die Verbindung kommt in mehreren Kristallstrukturen vor. Bei Raumtemperatur besitzt sie eine orthorhombische Perowskit Kristallstruktur mit der Raumgruppe R3c (Raumgruppen-Nr. 161).

## Verwendung
Silbertantalat kann als Fotokatalysator verwendet werden.